# Bernardo Ramelli
Bernardo Ramelli (Grancia, 29 giugno 1873 – Lugano, 29 ottobre 1930) è stato un architetto svizzero-italiano.

## Biografia
Figlio di Alessandro (di famiglia nobile) e di Teresa Sala, frequentò l'Accademia di belle arti di Brera e il Politecnico di Milano, diplomandosi nel 1898. Rientrò a Lugano nel 1902 dove aprì uno studio insieme all'architetto Giuseppe Bordonzotti.
Fra le sue opere: la Casa Scala a Paradiso, la Casa Airoldi a Lugano, il Palazzo per la Fondazione Luogo Pio Rezzonico, la Casa Censi, la facciata della chiesa di Santa Maria immacolata.